# Umhang
Ein Umhang oder ein Cape ist ein einfaches Kleidungsstück, das im Wesentlichen aus einem großen Stück Stoff, Fell oder Leder besteht, das über den Körper gelegt am Hals oder den Schultern befestigt wird. 

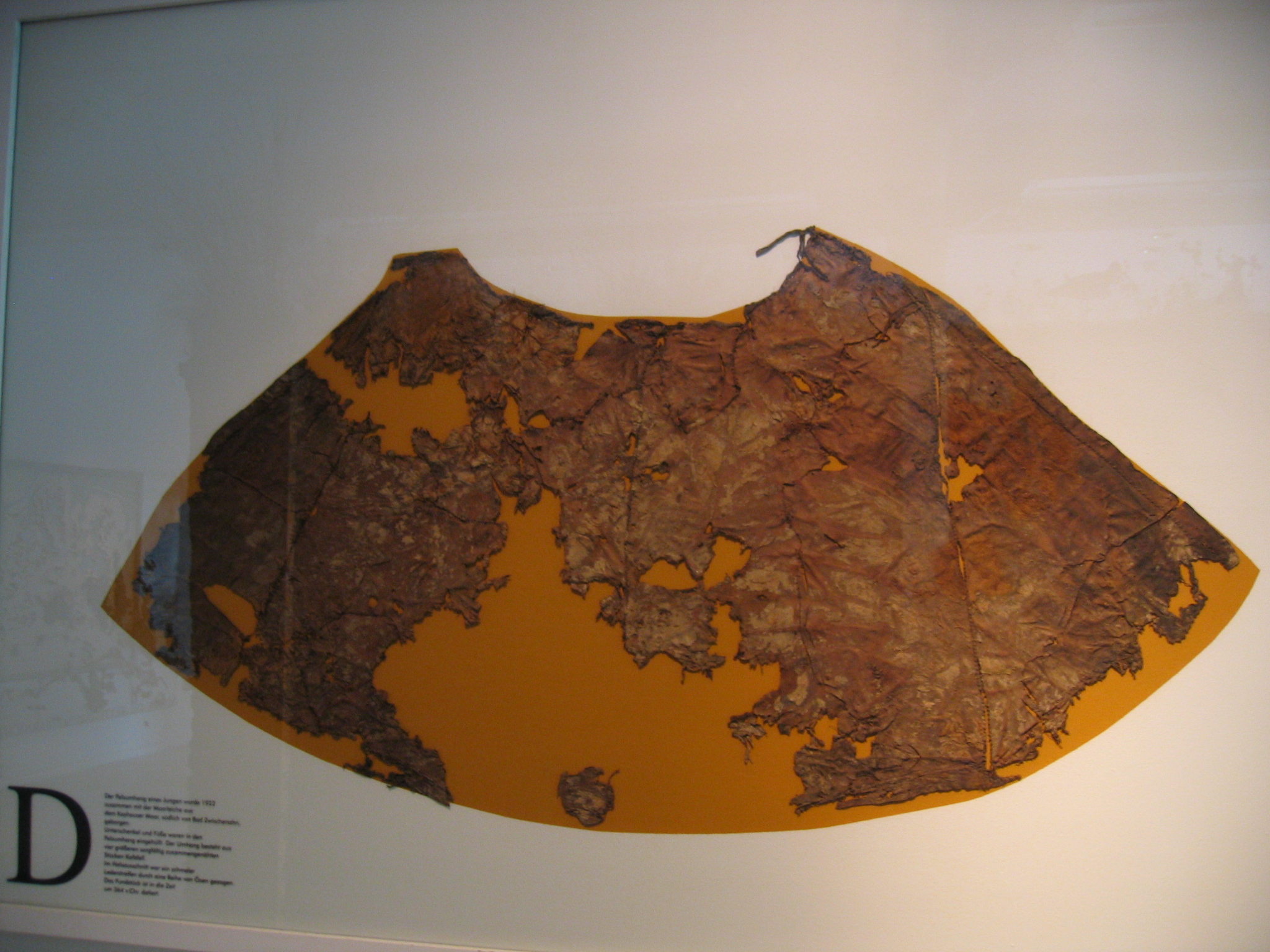
Reste des Pelzumhangs der Moorleiche von Kayhausen, ca. 364–350 v. Chr.

Bei den Regencapes ist der Umhang rundherum geschlossen, er besitzt keine Ärmel. Zum komfortableren Anlegen wird ein verschließbarer Ausschnitt am Hals mit Druckknöpfen, mit Schnallen oder mit einem Reiß-/Klettverschluss geschlossen, geöffnet. 
Umhänge werden als Friseurumhänge bei Friseuren benutzt, um ihre Kunden vor abgeschnittenem Haar zu schützen. Insbesondere Fahrradfahrer tragen Regencapes zum Schutz vor Niederschlag. Auch zum Verkleiden werden Umhänge wegen ihres universellen Größeverhaltens gern genutzt.
Vor 1945 nannte man den mit einer Halskette zu schließenden Umhang der deutschen See- und Luftwaffenoffiziere auch Spanier.